# تاتارسکی مالویاز
تاتارسکی مالویاز (انگلیسی: Tatarsky Maloyaz) یک شهرک در شهرستان سالاواتسکی استان باشقیرستان کشور روسیه است.